# SquirrelMail
SquirrelMail es una aplicación webmail creada por Nathan y Luke Ehresman y escrita en PHP. Puede ser instalado en la mayoría de servidores web siempre y cuando éste soporte PHP y el servidor web tenga acceso a un servidor IMAP y a otro SMTP.
SquirrelMail sigue el estándar HTML 4.0 para su presentación, haciéndolo compatible con la mayoría de servidores web. SquirrelMail está diseñado para trabajar con plugins, lo cual hace más llevadera la tarea de agregar nuevas características en torno al núcleo de la aplicación.
Puesto que está disponible en función de las condiciones de la GNU General Public License, Squirrelmail se considera software libre. Actualmente está disponible en más de 40 lenguas.

## Plataformas
SquirrelMail está disponible para todas las plataformas que soporten PHP. Mayormente las plataformas usadas son Linux, FreeBSD, Mac OS X y las diferentes versiones de los servidores de Microsoft Windows.

## Versiones
Los desarrolladores de SquirrelMail ofrecen una versión estable y otra de desarrollo.
La versión estable está recomendada para todos los usuarios, mientras que le versión en desarrollo está recomendada para desarrolladores y gente atrevida. 
Desde el 15 de enero de 2007, las versiones estable y de desarrollo están disponibles usando Subversion, reemplazando el antiguo protocolo CVS.

## Desarrollo futuro
Se lanzarán nuevas versiones estables cada vez que se necesiten solucionar nuevos bugs o nuevas fallas de seguridad.
En SquirrelMail 1.5.x Roadmap se describen las nuevas características para la versión de desarrollo.

## Plugins
El cliente SquirrelMail es por sí mismo un completo sistema webmail, pero hay disponibles muchas más características bajo los plugins. Un plugin permite añadir características no imprescindibles, a menudo sin tener que alterar el código fuente. Hay más de 200 plugins creados por terceros para descargar libremente desde la web de SquirrelMail, y SquirrelMail viene con varios plugins por defecto, permitiendo a los administradores añadir:
- Revisar ortografía.
- Filtrar correos electrónicos. spam.
- Administración Web de SquirrelMail.
- Un calendario.
- Una interfaz para reportar errores semiautomáticamente.

## Internacionalización
SquirrelMail ha sido traducido en más de 40 idiomas, incluidos el árabe, chino, francés, alemán y español.